# 昂皮
昂皮（法語：Ampuis，法語發音：[ɑ̃pɥi]）是法国罗讷省的一个市镇，属于里昂区。

## 地理
昂皮（45°29'21"N, 4°48'36"E）面积15.57 平方千米，位于法国奥弗涅-罗讷-阿尔卑斯大区罗讷省，该省份为法国中东部省份，北起顺时针与索恩-卢瓦尔省、安省、里昂大都会、伊泽尔省和卢瓦尔省接壤。
与昂皮接壤的市镇（或旧市镇、城区）包括：罗讷河畔卢瓦尔、罗讷河畔圣西尔、勒旺坦-沃格里、維埃納。

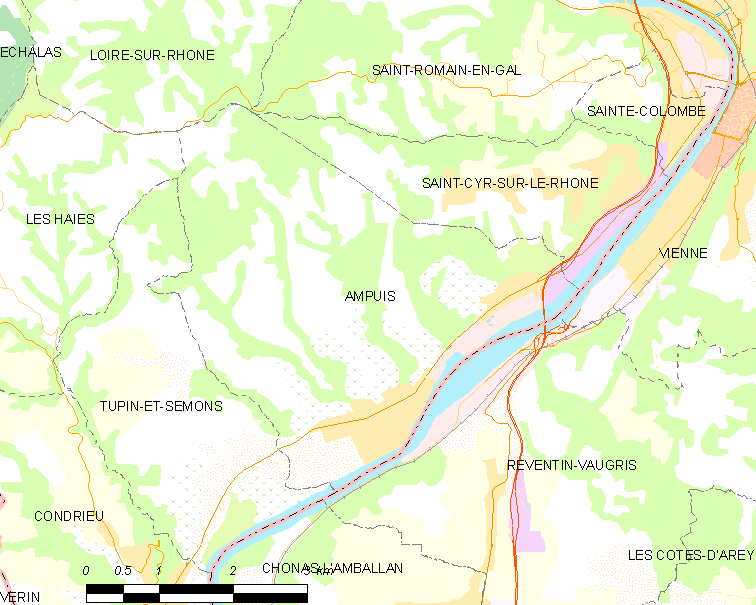
昂皮的OSM定位图

昂皮的时区为UTC+01:00、UTC+02:00（夏令时）。

## 行政
昂皮的邮政编码为69420，INSEE市镇编码为69007。

## 政治
昂皮所属的省级选区为莫尔南县。

## 人口

1962-2008年间昂皮人口变化图示

昂皮于2022年1月1日时的人口数量为2760人。